# Sylvain Dupuis
Sylvain Dupuis (ur. 9 października 1856 w Liège, zm. 28 września 1931 w Brugii) – belgijski dyrygent, kompozytor i organizator życia muzycznego.

## Życiorys
Ukończył konserwatorium w Liège. W 1881 roku otrzymał belgijską Prix de Rome za kantatę Le Chant de la Création. Od 1886 roku był wykładowcą kompozycji w konserwatorium w Liège. W 1888 roku założył Sociéte de Nouveaux Concerts Symphoniques. Dyrygował także towarzystwem śpiewaczym La Légia. Od 1900 do 1911 roku pełnił funkcję pierwszego dyrygenta Théâtre de la Monnaie w Brukseli oraz dyrygenta Concerts Populaires. W latach 1911–1926 był dyrektorem konserwatorium w Liège.
Skomponował m.in. opery Coûr d’Oignon i Moina, kantatę La Cloche de Roland,  poemat symfoniczny Macbeth, Concertino na obój i orkiestrę.